# Save Your Kisses for Me (singel Natashy Thomas)
„Save Your Kisses for Me” – singel Natashy Thomas, który został wydany 7 czerwca 2004 roku przez Columbia Records. Został umieszczony na albumie Save Your Kisses.

## Lista utworów
- CD singel (7 czerwca 2004)[1]

1. „Save Your Kisses for Me” (Single Version) – 3:45
2. „Save Your Kisses for Me” (Acoustic Version) – 3:04
3. „Save Your Kisses for Me” (Extended Version) – 5:29
4. „Save Your Kisses for Me” (A Cappella Version) – 3:35

## Notowania na listach sprzedaży
| Kraj       | Lista (2004)    | Najwyższa pozycja |
| ---------- | --------------- | ----------------- |
| Niemcy     | Top 100 Singles | 13                |
| Austria    | Singles Top 75  | 36                |
| Szwajcaria | Singles Top 100 | 51                |